# Catherine Mack
Catherine Mack-Hancock (Melbourne; 1985/1986) es una actriz australiana, conocida por haber interpretado a Jessica en Pigs Breakfast y a Natalie Davison en la serie Home and Away.

## Biografía
Es hija de Glenn y tiene una hermana menor llamada Lucy Mack-Hancock. 
Estudió en el Geelong Society of Dramatic Arts y en el Atlantic Theater Company. Asistió a la Universidad donde obtuvo grados en criminología y filosofía.
Catherine es buena amiga de los actores Steve Peacocke, Nicholas Westaway y Zoe Cramond.
En 2014 comenzó a salir con el actor Rick Donald, la pareja se comprometió en octubre del mismo año después de que Rick se lo propusiera durante unas vacaciones en Ko Samui en Tailandia. La pareja finalmente se casó en septiembre de 2016 y en 2017 la pareja anunció que estaban esperando a su primer bebé juntos en el 2018. Finalmente en diciembre del mismo año le dieron la bienvenida a su primera hija.

## Carrera
Catherine ha aparecido en comerciales para marcas como L'Oreal y Savlon. En 2001 apareció como invitada en la serie australiana Neighbours, donde interpretó a Amanda Wills.
En 2011 interpretó a Tasha Reynolds en la serie Winners & Losers. En 2012 apareció en la película Foreign Brother, donde interpretó a la maestra Palmer. El 16 de mayo de ese mismo año, se unió al elenco principal de la exitosa y popular serie australiana Home and Away, donde interpretó a la consejera estudiantil Natalie Davison hasta el 9 de julio de 2013. En 2015 apareció como invitada en la serie Wonderland, donde interpretó a Kelly.

## Filmografía

### Series de televisión
| Año         | Título           | Personaje       | Notas         |
| ----------- | ---------------- | --------------- | ------------- |
| 2017        | Pulse            | Alicia Knox     | episodio #1.5 |
| 2015        | Wonderland       | Kelly           | 2 episodios   |
| 2012 - 2013 | Home and Away    | Natalie Davison | 100 episodios |
| 2011        | Winners & Losers | Tasha Reynolds  | 2 episodios   |
| 2006        | Blue Heelers     | Kelly           | 5 episodios   |
| 2001        | Neighbours       | Amanda Wills    | 2 episodios   |
| 1999        | Pigs Breakfast   | Jessica         | 9 episodios   |

### Películas
| Año  | Título                               | Personaje        | Notas                                                                 |
| ---- | ------------------------------------ | ---------------- | --------------------------------------------------------------------- |
| 2012 | Foreign Brother                      | Profesora Palmer | junto a Damian Alcázar                                                |
| 2011 | Jasper                               | Detective Tate   | junto a Nathan Hill, Sandy Greenwood, Sarah Howett y Stewart Marshall |
| 2011 | That Girl, That Time                 | Charlotte        | corto - junto a Johan Matton y Tal Shomron                            |
| 2011 | Travail                              | -                | junto a Patrick Brana, Sarah Ann Vail, Nick Dubanos y Alex Ortiz      |
| 2004 | Tim's New Hope                       | Chloe            | corto - junto a Daniel Brophy, Rowan Freeman y Kevin Shaw             |
| 2004 | Just Another Day in the Neighborhood | -                | junto a Ryan Francis y Richard Leone                                  |

- Documental.:

| Año  | Título     | Notas                     |
| ---- | ---------- | ------------------------- |
| 2013 | Inside NHP | apareció en el documental |

## Premios y nominaciones
| Año  | Categoría                      | Premio      | Serie         | Resultado |
| ---- | ------------------------------ | ----------- | ------------- | --------- |
| 2013 | Most Popular New Female Talent | Logie Award | Home and Away | Nominada  |